# Església de l'Esperit Sant de Riópar
L'Església Parroquial de l'Esperit Sant, en Riópar Viejo, pedania del municipi de Riópar, província d'Albacete, a la Comunitat Autònoma de Castella - la Manxa, Espanya, és un temple  catòlic que està catalogat com a Bé d'Interès Cultural el 18 de desembre de l'any 1981, amb codi identificatiu: RI-51-0004544.

## Història
L'església apareix com a entrada en el Diccionari de Madoz, on rep el nom de "L'Esperit Sant".
Conquerida la plaça de Riópar als àrabs al segle xiii, va començar a produir l'assentament de la població extramurs a partir del segle xiv, tot i que no hi ha documentació que acrediti l'existència de l'església en la localitat fins a mitjans del segle xv, existint prova documental d'estar construïda en 1475, quan es fa referència a la intervenció que es va fer a l'església per obrir en els seus murs troneres des de les quals poder disparar contra l'Alcàsser.

## Descripció
L'església parroquial de l'Esperit Sant presenta planta rectangular (me modestes dimensions 19 per 11 metres) amb cinc  crugies separades per  arcs diafragma i amb capçalera plana. L'única nau que té es cobreix interiorment amb una armadura de fusta decorada amb pintures de tipus mudèjar, mentre que externament presenta sostre a dues aigües amb coberta de teules. També cal destacar en el seu interior la presència d'un cor de fusta sostingut per una columna. A més, fa uns anys es van descobrir uns importants frescos encoberts després de l'altar.